# Wajahat Abbas Kazmi
Syed Wajahat Abbas Kazmi (Gujrat, 15 agosto 1985) è un regista pakistano naturalizzato italiano. Ha fondato il giornale Emilia Times basato sulla regione di Emilia Romagna. Kazmi scrive anche per il giornale nazionale il Fatto Quotidiano. 
Attivo in progetti sui diritti umani in collaborazione con Amnesty International. Tra i fondatori de Il Grande Colibrì, lotta a fianco delle persone LGBT nel mondo musulmano. Come regista indipendente ha realizzato documentari sulle minoranze. La sua missione è portare cambiamento sociale nel mondo di oggi filmando gli eventi crudeli.
La Coalizione italiana per la libertà e i diritti civili (CILD) lo ha premiato con il premio Giovane Attivista per la sua campagna "Allah Loves Equality" e il suo coraggioso lavoro per i diritti LGBT nel mondo musulmano. Membro della giuria del Walk On Rights Award tenuto da Amnesty International dal 2018. A seguito della partecipazione al Gay Pride di Milano, è stato definito satanista e oggetto di minacce in più lingue.
Il Comitato Organizzatore di “Roma EuroGames 2019“, alla luce dell'impegno, della passione e dei meriti nella lotta per l'inclusione e l'uguaglianza per le persone LGBTQIA, conferisce il titolo di Ambasciatore di Roma EuroGames 2019 a Wajahat Abbas Kazmi. Nel 2019 ha vinto l'European Moneygram Award per la responsabilità sociale dall'Italia.
Kazmi è tra uno dei più noti Pakistani in Italia.

## Opere

### Film
- Allah Loves Equality
- Of Domes and Robes

### Libri
- Allah Loves Equality
- Asia Bibi: La tragedia di una donna cristiana vista attraverso gli occhi di un musulmano